# Thai League Cup 2018
Der Thai League Cup 2018 war die neunte Saison in der zweiten Ära eines Fußballwettbewerbs in Thailand. Das Turnier wurde von Toyota gesponsert und war daher auch als Toyota League Cup (thailändisch โตโยต้า ลีกคัพ) bekannt. 83 Vereine nahmen an dem Turnier teil. Das Turnier begann mit der ersten Qualifikationsrunde am 28. Februar 2018 und wurde mit dem Finale am 20. Oktober 2018 abgeschlossen.
Das Preisgeld für den Sieger soll rund 5 Millionen Baht betragen, der Zweitplatzierte wird rund 1 Million Baht erhalten. Das fairste Team erhielt einen Toyota Hilux Vigo, der wertvollster Spieler erhielt einen Toyota Camry Hybrid.

## Termine
| Runde                  | Datum              |
| ---------------------- | ------------------ |
| 1. Qualifikationsrunde | 28. Februar 2018   |
| 2. Qualifikationsrunde | 7. März 2018       |
| Play-off-Qualifikation | 18. April 2018     |
| 1. Runde               | 13. Juni 2018      |
| Achtelfinale           | 11. Juli 2018      |
| Viertelfinale          | 8. August 2018     |
| Halbfinale             | 19. September 2018 |
| Finale                 | 20. Oktober 2018   |

## Spiele

### 1. Qualifikationsrunde

#### Upper Region
| Datum                         |                                                | Ergebnis              |                               |
| ----------------------------- | ---------------------------------------------- | --------------------- | ----------------------------- |
| 28. Februar 2018 um 15:30 Uhr | Surin Sugar Khongcheemool FC (T4)              | 3:1                   | Chainat United FC (T4)        |
| 28. Februar 2018 um 15:30 Uhr | Muang Loei United FC (T4)                      | 2:1                   | Khon Kaen United FC (T4)      |
| 28. Februar 2018 um 15:30 Uhr | BGC FC (T4)                                    | 0:0 n. V. (2:4 i. E.) | Chiangrai City FC (T3)        |
| 28. Februar 2018 um 15:30 Uhr | Nakhon Ratchasima Huai Thalaeng United FC (T4) | 0:2                   | Nakhon Sawan FC (T1)          |
| 28. Februar 2018 um 15:30 Uhr | Sakon Nakhon FC (T4)                           | 3:0                   | Air Force Robinson FC (T4)    |
| 28. Februar 2018 um 15:30 Uhr | Kamphaengphet FC (T3)                          | 0:1 n. V.             | Loei City FC (T4)             |
| 28. Februar 2018 um 15:30 Uhr | Kopoon Warrior FC (T4)                         | 2:2 n. V. (6:7 i. E.) | Phitsanulok FC (T4)           |
| 28. Februar 2018 um 15:30 Uhr | Nan FC (T4)                                    | 3:1                   | Grakcu Sai Mai United FC (T4) |
| 28. Februar 2018 um 18:00 Uhr | Uttaradit FC (T4)                              | 1:0                   | Samut Prakan FC (T4)          |
| 28. Februar 2018 um 18:00 Uhr | Singburi Bangrajun FC (T4)                     | 1:1 n. V. (4:5 i. E.) | Bangkok FC (T3)               |
| 28. Februar 2018 um 18:00 Uhr | Dome FC (T4)                                   | 0:0 n. V. (7:6 i. E.) | Marines Eureka FC (T3)        |
| 28. Februar 2018 um 18:00 Uhr | Sakaeo FC (T3)                                 | 0:0 n. V. (4:5 n. E.) | Phrae United FC (T3)          |
| 28. Februar 2018 um 18:30 Uhr | Lamphun Warrior FC (T3)                        | 3:1                   | Mahasarakham FC (T4)          |
| 28. Februar 2018 um 18:30 Uhr | Ayutthaya United FC (T3)                       | 2:1                   | Kalasin FC (T3)               |
| 28. Februar 2018 um 19:00 Uhr | Chachoengsao Hi-Tek FC (T3)                    | 3:1                   | JL Chiangmai United FC (T3)   |

#### Lower Region
| Datum                         |                           | Ergebnis                |                              |
| ----------------------------- | ------------------------- | ----------------------- | ---------------------------- |
| 28. Februar 2018 um 15:30 Uhr | Hatyai FC (T4)            | 1:0                     | Chumphon FC (T4)             |
| 28. Februar 2018 um 15:30 Uhr | Kabin United FC (T4)      | 1:2                     | Nakhon Pathom United FC (T4) |
| 28. Februar 2018 um 15:30 Uhr | Ranong United FC (T3)     | 1:0                     | Nara United FC (T3)          |
| 28. Februar 2018 um 15:30 Uhr | Raj-Pracha FC (T3)        | 2:1                     | Royal Thai Fleet FC (T4)     |
| 28. Februar 2018 um 15:30 Uhr | Pattani FC (T4)           | 0:1                     | Hatyai City FC (T4)          |
| 28. Februar 2018 um 15:30 Uhr | Bankhai United FC (T4)    | 2:3                     | Surat Thani FC (T3)          |
| 28. Februar 2018 um 17:30 Uhr | Hua Hin City FC (T4)      | 2:                      | Phattalung FC (T4)           |
| 28. Februar 2018 um 18:00 Uhr | Pluakdaeng United FC (T4) | 2:0                     | Nonthaburi FC (T4)           |
| 28. Februar 2018 um 18:00 Uhr | Trang FC (T3)             | 3:0                     | Chanthaburi FC (T4)          |
| 28. Februar 2018 um 19:00 Uhr | BTU United FC (T3)        | 1:1 n. V. (11:12 i. E.) | IPE Samut Sakhon United (T4) |

### 2. Qualifikationsrunde

#### Upper Region
| Datum                     |                                   | Ergebnis              |                             |
| ------------------------- | --------------------------------- | --------------------- | --------------------------- |
| 7. März 2018 um 15:30 Uhr | Surin Sugar Khongcheemool FC (T4) | 1:0                   | Muang Loei United FC (T4)   |
| 7. März 2018 um 15:30 Uhr | Sakon Nakhon FC (T4)              | 4:1                   | Loei City FC (T4)           |
| 7. März 2018 um 15:30 Uhr | Bangkok FC (T3)                   | 1:0                   | Dome FC (T4)                |
| 7. März 2018 um 18:00 Uhr | Uttaradit FC (T4)                 | 1:1 n. V. (4:5 i. E.) | Chiangrai City FC (T3)      |
| 7. März 2018 um 18:00 Uhr | Phitsanulok FC (T4)               | 0:1                   | Ayutthaya United FC (T3)    |
| 7. März 2018 um 18:00 Uhr | Phrae United FC (T3)              | 3:1                   | Chachoengsao Hi-Tek FC (T3) |
| 7. März 2018 um 18:30 Uhr | Lamphun Warrior FC (T3)           | 1:0                   | Nakhon Sawan FC (T4)        |

#### Lower Region
| Datum                     |                           | Ergebnis |                                 |
| ------------------------- | ------------------------- | -------- | ------------------------------- |
| 7. März 2018 um 15:30 Uhr | Hatyai FC (T4)            | 0:4      | Nakhon Pathom United FC (T4)    |
| 7. März 2018 um 15:30 Uhr | Ranong United FC (T3)     | 2:1      | Raj-Pracha FC (T3)              |
| 7. März 2018 um 15:30 Uhr | Hatyai City FC (T4)       | 0:1      | Trang FC (T3)                   |
| 7. März 2018 um 18:00 Uhr | Pluakdaeng United FC (T4) | 1:2      | IPE Samut Sakhon United FC (T3) |

### Play-off-Qualifikation
| Datum                       |                                   | Ergebnis              |                            |
| --------------------------- | --------------------------------- | --------------------- | -------------------------- |
| 18. April 2018 um 15:30 Uhr | Surin Sugar Khongcheemool FC (T4) | 2:2 n. V. (3:5 i. E.) | Samut Sakhon FC (T2)       |
| 18. April 2018 um 15:30 Uhr | Bangkok FC (T3)                   | 1:2                   | Lampang FC (T2)            |
| 18. April 2018 um 15:30 Uhr | Nan FC (T4)                       | 1:3                   | Trat FC (T2)               |
| 18. April 2018 um 15:30 Uhr | IPE Samut Sakhon United FC (T4)   | 1:2                   | Krabi FC (T2)              |
| 18. April 2018 um 15:30 Uhr | Ranong United FC (T3)             | 2:1                   | Thai Honda Ladkrabang (T2) |
| 18. April 2018 um 15:30 Uhr | Sakon Nakhon FC (T4)              | 0:5                   | Rayong FC (T2)             |
| 18. April 2018 um 17:30 Uhr | Hua Hin City FC (T4)              | 0:3                   | Sisaket FC (T2)            |
| 18. April 2018 um 18:00 Uhr | Nakhon Pathom United FC (T4)      | 0:0 n. V. (5:4 i. E.) | Chiangmai FC (T2)          |
| 18. April 2018 um 18:00 Uhr | Phrae United FC (T3)              | 2:3                   | Khon Kaen FC (T2)          |
| 18. April 2018 um 18:00 Uhr | Chiangrai City FC (T3)            | 0:0 n. V. (3:4 i. E.) | Army United (T2)           |
| 18. April 2018 um 18:00 Uhr | Lamphun Warrior FC (T3)           | 1:3 n. V.             | Kasetsart FC (T2)          |
| 18. April 2018 um 18:00 Uhr | Trang FC (T3)                     | 2:0                   | PTT Rayong FC (T2)         |
| 18. April 2018 um 18:00 Uhr | Surat Thani FC (T3)               | 1:2                   | Udon Thani FC (T2)         |
| 18. April 2018 um 18:30 Uhr | Ayutthaya United FC (T3)          | 1:5                   | Nongbua Pitchaya FC (T2)   |

### 1. Runde
| Datum                      |                              | Ergebnis              |                           |
| -------------------------- | ---------------------------- | --------------------- | ------------------------- |
| 13. Juni 2018 um 16:30 Uhr | Ranong United FC (T3)        | 2:2 n. V. (5:4 i. E.) | Ratchaburi Mitr Phol (T1) |
| 13. Juni 2018 um 18:00 Uhr | Krabi FC (T2)                | 1:2                   | Police Tero FC (T1)       |
| 13. Juni 2018 um 18:00 Uhr | Trat FC (T2)                 | 0:2                   | Bangkok Glass (T1)        |
| 13. Juni 2018 um 18:00 Uhr | Samut Sakhon FC (T2)         | 0:5                   | Bangkok United (T1)       |
| 13. Juni 2018 um 18:00 Uhr | PT Prachuap FC (T2)          | 1:1 n. V. (4:5 i. E.) | Suphanburi FC (T1)        |
| 13. Juni 2018 um 18:00 Uhr | Kasetsart FC (T2)            | 3:4                   | Air Force Central (T1)    |
| 13. Juni 2018 um 18:00 Uhr | Sisaket FC (T2)              | 0:3                   | Nakhon Ratchasima FC (T1) |
| 13. Juni 2018 um 18:00 Uhr | Trang FC (T3)                | 2:1                   | Chainat Hornbill FC (T1)  |
| 13. Juni 2018 um 18:00 Uhr | Khon Kaen FC (T2)            | 1:2                   | Chonburi FC (T1)          |
| 13. Juni 2018 um 19:00 Uhr | Nakhon Pathom United FC (T4) | 1:0                   | Navy FC (T1)              |
| 13. Juni 2018 um 19:00 Uhr | Rayong FC (T2)               | 1:1 n. V. (2:4 i. E.) | Pattaya United (T1)       |
| 13. Juni 2018 um 19:00 Uhr | Nongbua Pitchaya FC (T2)     | 3:4 n. V.             | Ubon UMT United (T1)      |
| 13. Juni 2018 um 19:00 Uhr | Port FC (T1)                 | 4:3                   | Sukhothai FC (T1)         |
| 13. Juni 2018 um 19:00 Uhr | Army United (T2)             | 1:6                   | Chiangrai United (T1)     |
| 13. Juni 2018 um 19:00 Uhr | Udon Thani FC (T2)           | 1:2                   | Muangthong United (T1)    |
| 13. Juni 2018 um 19:00 Uhr | Lampang FC (T2)              | 1:3                   | Buriram United (T1)       |

### Achtelfinale
| Datum                      |                              | Ergebnis  |                        |
| -------------------------- | ---------------------------- | --------- | ---------------------- |
| 11. Juli 2018 um 16:30 Uhr | Ranong United FC (T3)        | 2:1 n. V. | Bangkok United (T1)    |
| 11. Juli 2018 um 18:00 Uhr | Trang FC (T3)                | 0:1 n. V. | Buriram United (T1)    |
| 11. Juli 2018 um 18:00 Uhr | Ubon UMT United (T1)         | 3:2       | Suphanburi FC (T1)     |
| 11. Juli 2018 um 19:00 Uhr | Chonburi FC (T1)             | 5:1       | Muangthong United (T1) |
| 11. Juli 2018 um 19:00 Uhr | Nakhon Pathom United FC (T4) | 0:1       | Bangkok Glass (T1)     |
| 11. Juli 2018 um 19:00 Uhr | Nakhon Ratchasima FC (T1)    | 1:0       | Pattaya United (T1)    |
| 11. Juli 2018 um 19:00 Uhr | Air Force Central (T1)       | 1:0       | Port FC (T1)           |
| 11. Juli 2018 um 19:00 Uhr | Chiangrai United (T1)        | 4:2       | Police Tero FC (T1)    |

### Viertelfinale
| Datum                       |                           | Ergebnis  |                        |
| --------------------------- | ------------------------- | --------- | ---------------------- |
| 8. August 2018 um 18:00 Uhr | Buriram United (T1)       | 4:1       | Ubon UMT United (T1)   |
| 8. August 2018 um 19:00 Uhr | Nakhon Ratchasima FC (T1) | 3:1       | Ranong United FC (T3)  |
| 8. August 2018 um 19:00 Uhr | Chonburi FC (T1)          | 4:6 n. V. | Bangkok Glass (T1)     |
| 8. August 2018 um 19:00 Uhr | Chiangrai United (T1)     | 1:0       | Air Force Central (T1) |

### Halbfinale
| Datum                           |                           | Ergebnis              |                       |
| ------------------------------- | ------------------------- | --------------------- | --------------------- |
| 19. September 2018 um 19:00 Uhr | Nakhon Ratchasima FC (T1) | 1:1 n. V. (1:3 i. E.) | Chiangrai United (T1) |
| 19. September 2018 um 19:00 Uhr | Buriram United (T1)       | 1:2                   | Bangkok Glass (T1)    |

### Finale

#### Spielstatistik
| Paarung          | Chiangrai United – Bangkok Glass |
| Ergebnis         | 1:0 (0:0) |
| Datum            | 20. Oktober 2018 um 19:00 Uhr |
| Stadion          | Thammasat Stadium, Pathum Thani |
| Zuschauer        | 14.380 |
| Schiedsrichter   | Chairoek Ngamsom |
| Tore             | 1:0 William Henrique (65.) |
| Chiangrai United | Chatchai Budprom – Tanasak Srisai, Piyaphon Phanichakul (83. Siwakorn Tiatrakul), Victor Cardozo , Suriya Singmui, Sarawut Inpaen, Shinnaphat Leeaoh – Lee Yong-rae, Apisorn Phumchat – Bill, William Henrique Cheftrainer: Alexandre Gama ( Brasilien)                               |
| Bangkok Glass    | Narit Taweekul – Matt Smith , Pichit Ketsro (75. Sarawut Masuk), Saharat Pongsuwan – Tanaboon Kesarat, Chakkit Laptrakul, Toti (66. Siwakorn Sangwong), Peerapong Pichitchotirat, Anon Amornlertsak (67. David Bala) – Ariel Rodríguez, Surachat Sareepim Cheftrainer: Anurak Srikerd |
| Gelbe Karten     | Apisorn Phumchat (24.), Piyaphon Phanichakul (81.), Shinnaphat Leeaoh (84.), Tanasak Srisai (90.+4) – Surachat Sareepim (37.), Peerapong Pichitchotirat (58.), Chakkit Laptrakul (82.)                                                                                                |

#### Auswechselspieler
| Auswechselspieler | Auswechselspieler |
| --- | --- |
| Chiangrai United | Bangkok Glass |
| - Wanlop Saechio - Saranon Anuin - Farus Patee - Atit Daosawang - Sivakorn Tiatrakul (83.) ▲ - Adisak Klinkosoom - Akarawin Sawasdee | - Korraphat Nareechan - Apisit Sorada - Piyachanok Darit - Poonsak Masuk (75.) ▲ - Nattachai Srisuwan - Siwakorn Sangwong (66.) ▲ - Tassanapong Muaddarak - David Bala (67.) ▲ - Warut Boonsuk |

## Torschützenliste
| Platz | Spieler                   | Mannschaft               | Tore |
| ----- | ------------------------- | ------------------------ | ---- |
| 01.   | Burnel Okana-Stazi        | Ranong United FC         | 5    |
| 01.   | Bill                      | Chiangrai United         | 5    |
| 03.   | Diogo                     | Buriram United           | 4    |
| 03.   | Wisitsak Boonsawat        | Surin Khong Chee Mool FC | 4    |
| 05.   | Chatree Chimtalay         | Bangkok Glass            | 3    |
| 05.   | Leandro Assumpção         | Nakhon Ratchasima FC     | 3    |
| 05.   | Somsak Musikaphan         | Ubon UMT United          | 3    |
| 05.   | Matheus Alves             | Chonburi FC              | 3    |
| 05.   | Worachit Kanitsribampen   | Chonburi FC              | 3    |
| 05.   | Douglas Lopes Carneiro    | Trang FC                 | 3    |
| 05.   | Tanaset Jintapaputanasiri | Kasetsart FC             | 3    |
| 05.   | Dominique Nyamsi Jacques  | Chachoengsao Hi-Tek FC   | 3    |